# Postencefalitisch syndroom
Postencefalitisch syndroom is een psychische aandoening die zich kenmerkt door gedragsveranderingen na virale of bacteriële hersenontsteking. Tot de symptomen behoren malaise, apathie of avolitie en prikkelbaarheid, er kunnen veranderingen optreden in het eet-, slaap- of seksueel gedrag en de patiënt kan problemen krijgen met het sociaal inzicht. Ook kunnen er klachten van neurologische aard zijn, zoals verlamming, afasie en doofheid.
De symptomen verschillen van persoon tot persoon en zijn ook afhankelijk van het soort infectie en de leeftijd van de patiënt. Er bestaan symptomatische overeenkomsten met organische persoonlijkheidsstoornissen. Het wezenlijke verschil is dat bij postencefalitisch syndroom de symptomen reversibel (omkeerbaar) zijn.